# Yogi (série télévisée d'animation)
Pour la série d'animation de 1961, voir Yogi l'ours (série télévisée d'animation). Pour le personnage de fiction, voir Yogi l'ours. Pour les articles homonymes, voir Yogi (homonymie).
Yogi (The New Yogi Bear Show) est une série télévisée d'animation américaine en 45 épisodes de 7 minutes, créée et produite par les studios Hanna-Barbera et diffusée en syndication entre le 12 septembre au 11 novembre 1988 . 
En France, la série a été diffusée dans l'émission Hanna-Barbera dingue dong en 1990 sur Antenne 2.

## Distribution

### Voix originales
- Greg Burson : Yogi Bear (Yogi l'ours en VF)
- Don Messick : Boo-Boo Bear (Boubou en VF) / Ranger Smith
- Julie Bennett : Cindy Bear
- Peter Cullen :  Ranger Roubideux
- Frank Welker : Ninja Raccoon / Cruise Director /Slone Malone /Predaterminator

## Épisodes
1. Yogi à Hawaï (Kahuna Yogi)
2. Titre français inconnu (Grin & Bear It)
3. Titre français inconnu (Board Silly)
4. Titre français inconnu (Shine on Silver Screen)
5. Titre français inconnu (Buffalo'd Bear)
6. Titre français inconnu (The Yolks on Yogi)
7. Titre français inconnu (Yogi DeBeargeac)
8. Titre français inconnu (Bearly Sick)
9. Titre français inconnu (Bear Exchange)
10. Titre français inconnu (To Bear Is Human
11. Titre français inconnu (Slim & Bear It)
12. Titre français inconnu (Old Biter)
13. Titre français inconnu (Pokey The Bear)
14. Titre français inconnu (Shadrak Yogi)
15. Titre français inconnu (Bruise Cruise)
16. Titre français inconnu (Bear Obedience)
17. Titre français inconnu (Come Back Little Boo Boo)
18. Titre français inconnu (La Bamba Bear)
19. Titre français inconnu (Clucking Crazy)
20. Titre français inconnu (Misguided Missile)
21. Titre français inconnu (Double Trouble)
22. Le ninja (Attack Of the Ninja Raccoon)
23. Titre français inconnu (Biker Bear)
24. Titre français inconnu (Bearly Buddies)
25. Titre français inconnu (Predaterminator)
26. Titre français inconnu (Little Lord Boo Boo)
27. Titre français inconnu (Yogi the Cave Bear)
28. Titre français inconnu (Little Bigfoot)
29. Titre français inconnu (Top Gun Yogi)
30. Le Diamant plein d'espoir (The Hopeful Diamond)
31. Titre français inconnu (Real Bears Don't Eat Quiche)
32. Titre français inconnu (Slippery Smith)
33. Titre français inconnu (In Search Of The Ninja Raccoon)
34. L'étrange rêve de Yogi (Balloonatics)
35. Titre français inconnu (The Big Bear Ballet)
36. Titre français inconnu (Blast Off Bears)
37. Titre français inconnu (Battle Of the Bears)
38. Titre français inconnu (Bringing Up Yogi)
39. Titre français inconnu (Unbearable)
40. Yogi joue du banjo (Banjo Bear)
41. Titre français inconnu (Boxcar Pop)
42. Yogi et la Momie (Yogi Meets the Mummy)
43. Titre français inconnu (Ninja Showdown)
44. Titre français inconnu (The Not So Great Escape)
45. Titre français inconnu (My Buddy Blubber)